# ベルリンの博物館・美術館
ベルリンの博物館・美術館（独: Museen in Berlin）は、ドイツの首都にある有名な文化財（美術館、博物館、コレクション、記念碑）を指す。国、州、地方自治体が所有し、公共の社団や財団によって運営されている。ミュージアムの中心は、ミッテ地区の博物館島、ベルリン・ティーアガルテンの文化フォーラム、ベルリン・ダーレムとベルリン・シャルロッテンブルクのミュージアム・センターにある。
合計でベルリンには175以上の博物館・美術館が存在しており、その来場者数は、近年増加傾向にある。2006年には1,200万人以上であり、1994年時点よりも2倍に増加している。2008年、ミュージアム、記念碑への訪問者数は、2007年よりも4.2%減少したものの、しかし記念碑への訪問者数は依然として高い。例えば、展覧会「恐怖政治の見取図」、ヨーロッパにおけるユダヤ人殺害のモニュメント、ベルリンの壁などへの訪問者は多い。
17つのベルリン国立ミュージアム（プロイセン文化保存財団）、ベルリン市立ミュージアム財団がもつ5つのミュージアムの他にも、ベルリン東部の郷土資料館のような沢山のミュージアムがある。ドイツ再統一によって、ベルリンの街でも、長いあいだ要求されていたが決着のつかなかった組織改編が徹底的に行われた。かなりの私立ミュージアムも、ベルリンが世界でも突出したミュージアム・スポットとして通用することに一役買っている。

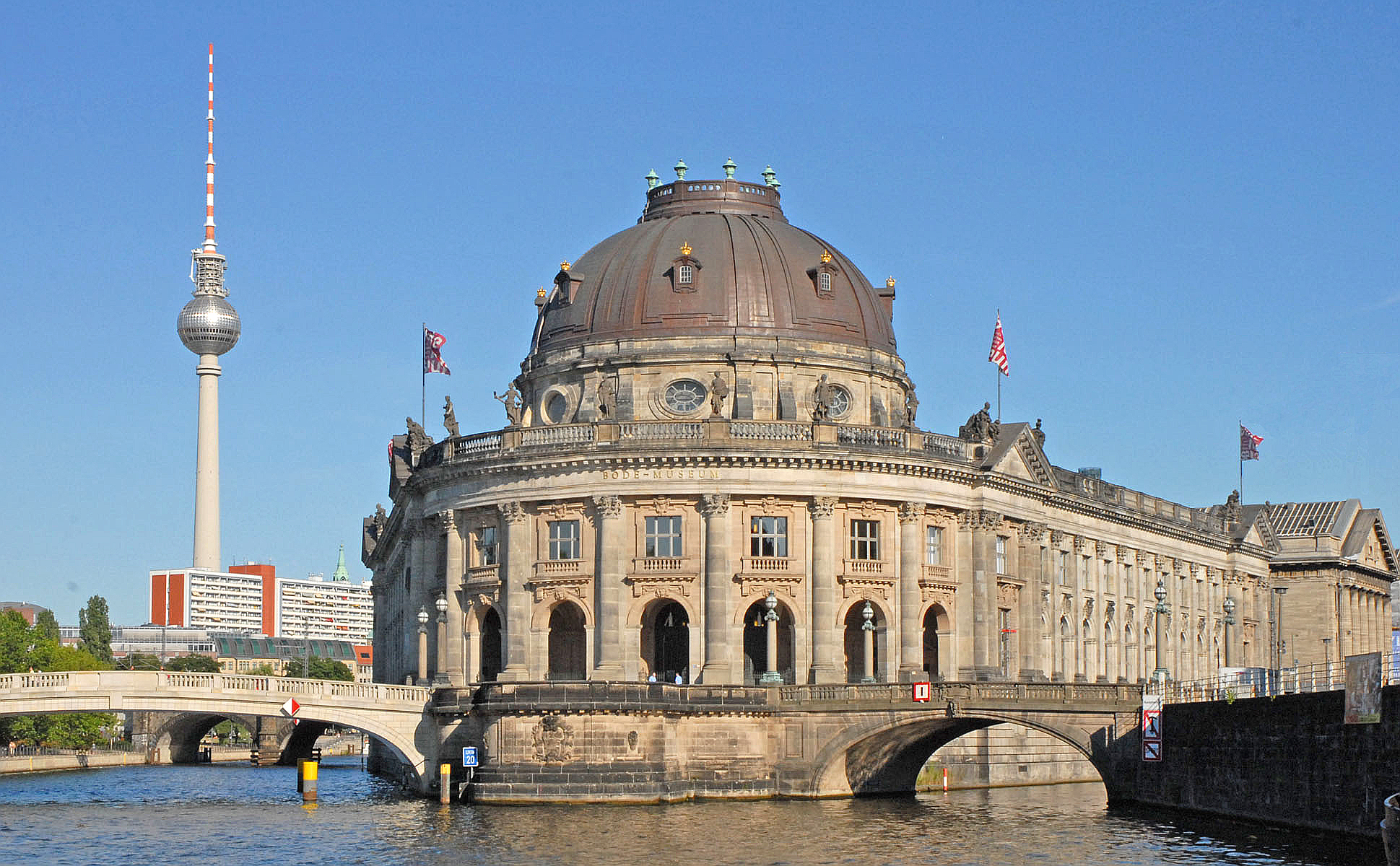
ボーデ博物館

## 博物館島の美術館・博物館（世界遺産）

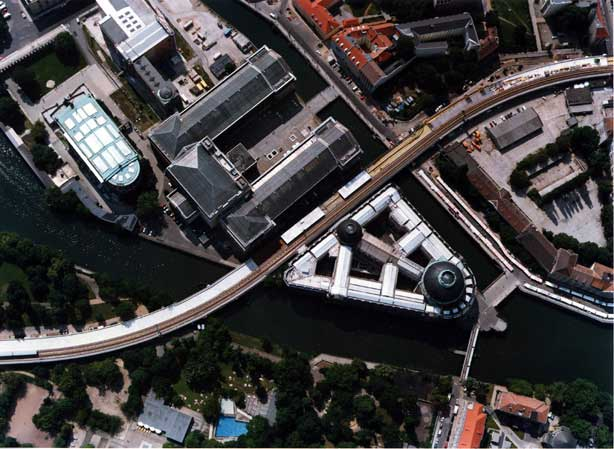
博物館島の航空写真

シュプレー川とクプファーグラーベンのあいだにある博物館島は、古代の寺院建築に影響を受けた古典主義スタイルのなかで、1822年にカルル・フリードリッヒ・シンケルが設計した。1830年以降、ルストガルテンに旧博物館が、1843年～1855年のあいだに新博物館が、1897年～1904年にカイザー=フリードリヒ博物館（今日のボーデ博物館）が、1907年～1930年のあいだに、西南アジア博物館、ベルリン・古典古代コレクション、ドイツ美術館を統合したペルガモン博物館が建設された。
1880年～1905年に在職した総支配人リヒャルト・シェーネ、1905年～1920年までは後継者のヴィルヘルム・フォン・ボーデのもとで、王室コレクションが、1918年以降はベルリン国立ミュージアムが世界に認知された。
ボーデ博物館の絵画館は、ロンドン・ナショナル・ギャラリーと並んで、古代以降の絵画史の最も重要で体系的なコレクションとして知られており、彫刻コレクションとビザンティン美術館も同様の水準にある。古代コレクションには、名前の由来であるペルガモン時代（紀元前180年～160年頃）の貴重な財宝、ペルガモンのゼウスやアテネへの奉納品、紀元後165年ごろに建てられたミレトスの市場門などが所蔵されている。その他にも、貴重なギリシア・ローマ時代の彫刻がある。西南アジア博物館には、新バビロニア建築の印象的な文化遺産、バビロニア市城郭のイシュタル門、ネブカドネザル2世（紀元前6世紀）時代のオブジェなどが所蔵されている。イスラム美術館での最も重要な作品は、ムシャッタ宮殿のファサードである。
博物館島の建造物群は、1999年にユネスコの世界遺産に登録された。

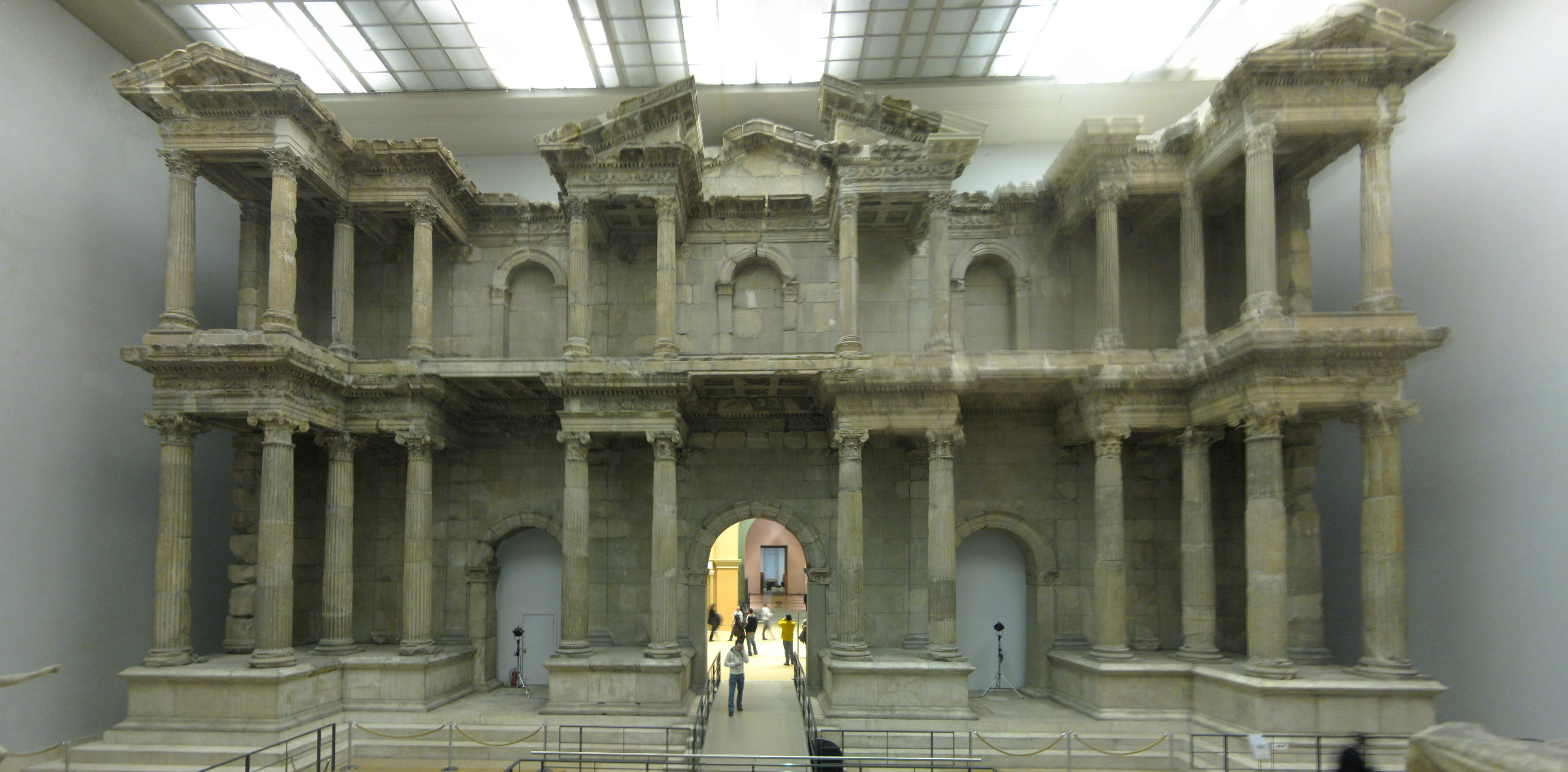
ミトレスの市場門（ドイツ語版）
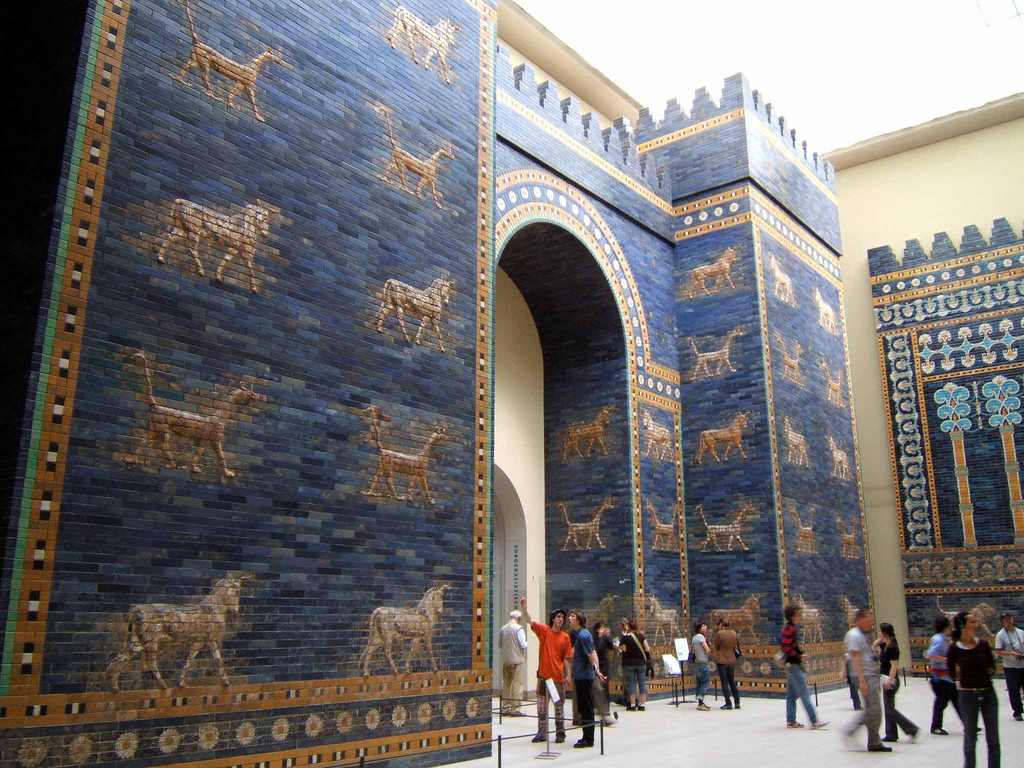
イシュタル門
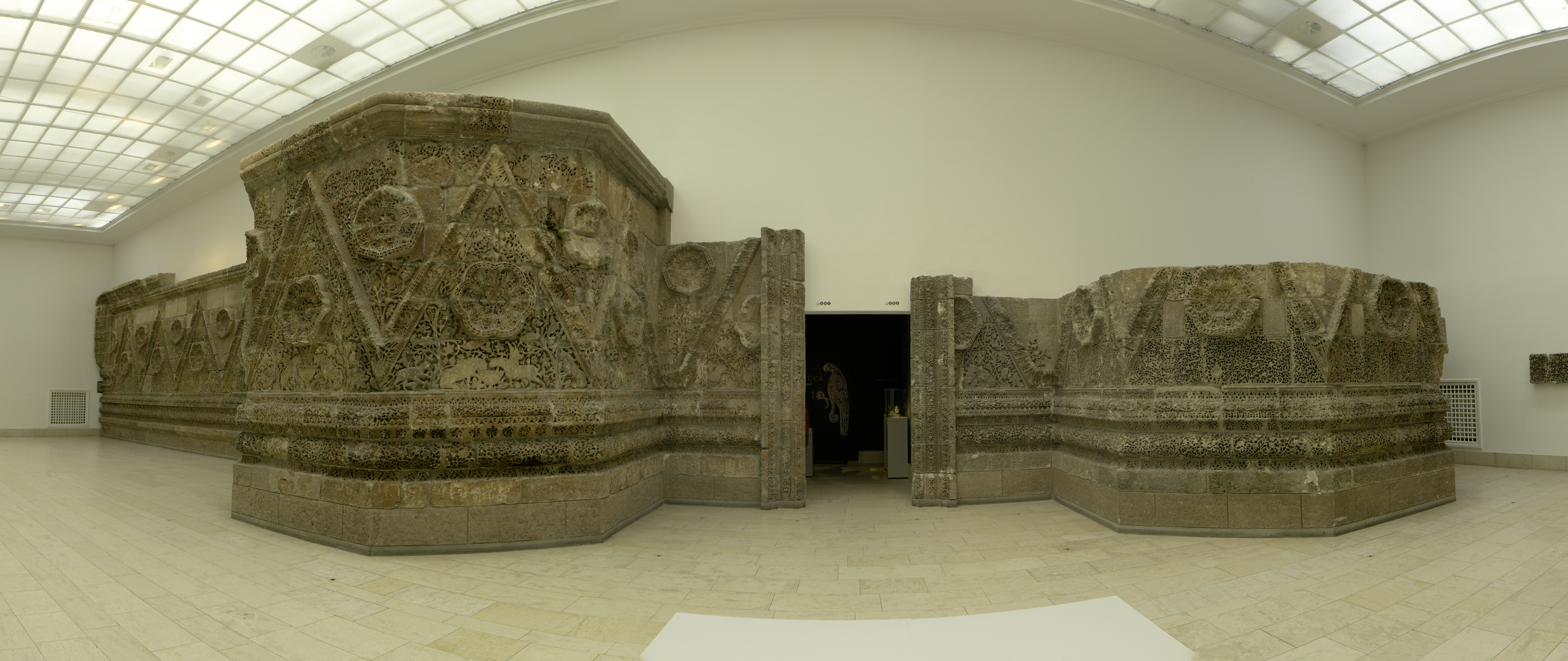
ムシャッタ宮殿のファサード

## 歴史博物館と記念碑

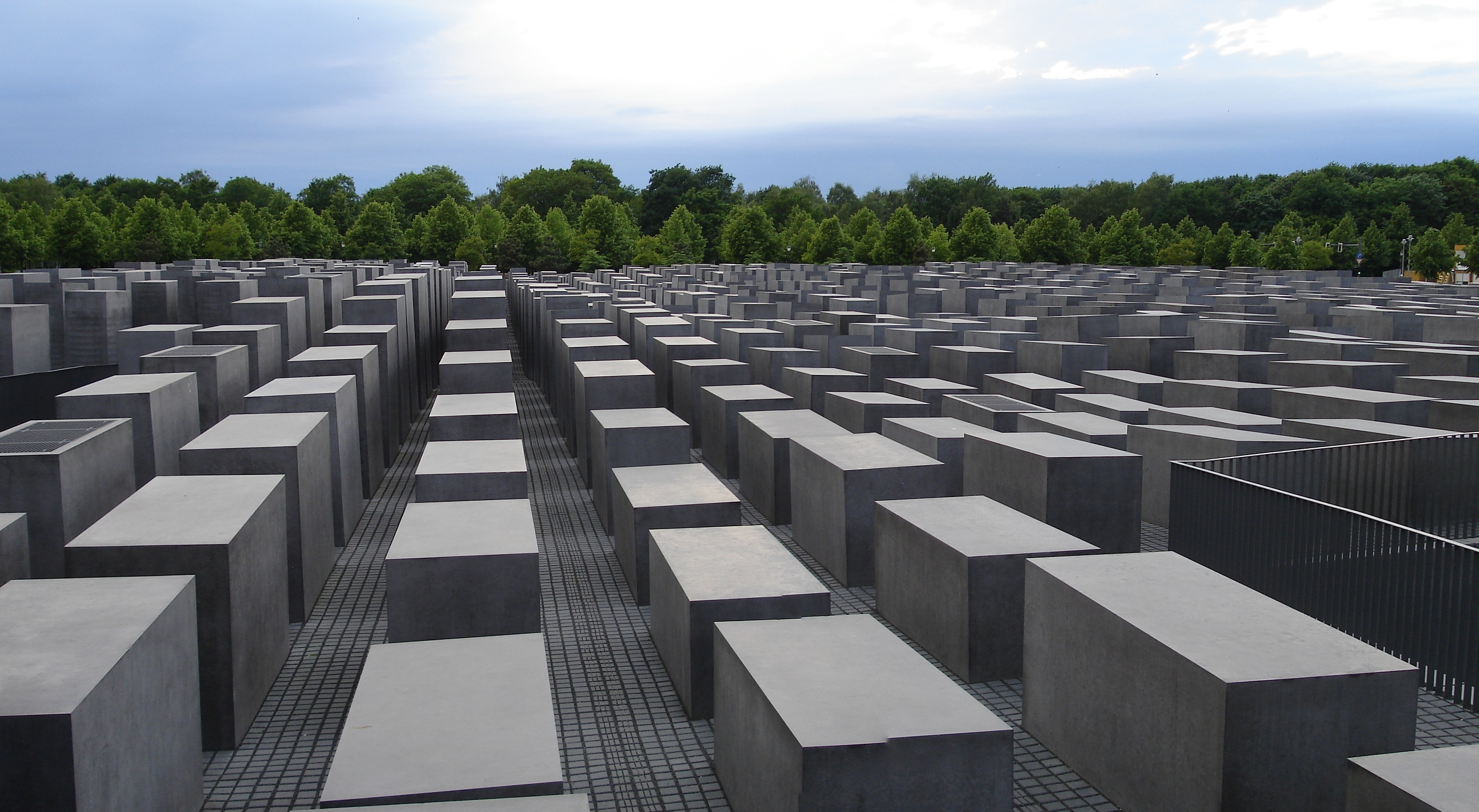
ホロコースト記念碑

### ナチス時代

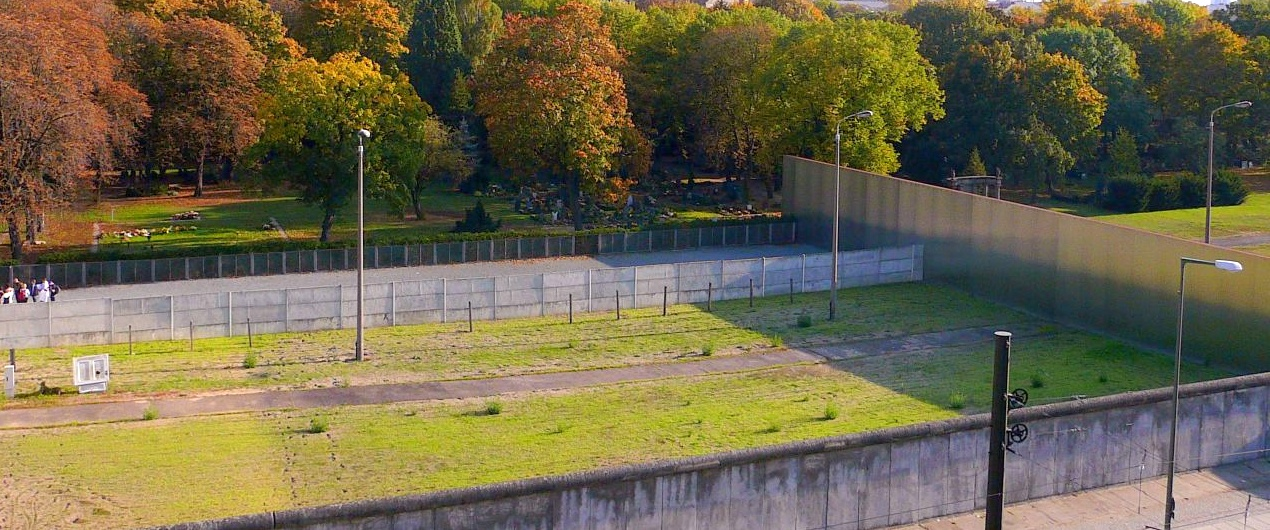
ベルリンの壁記念広場での壁跡地

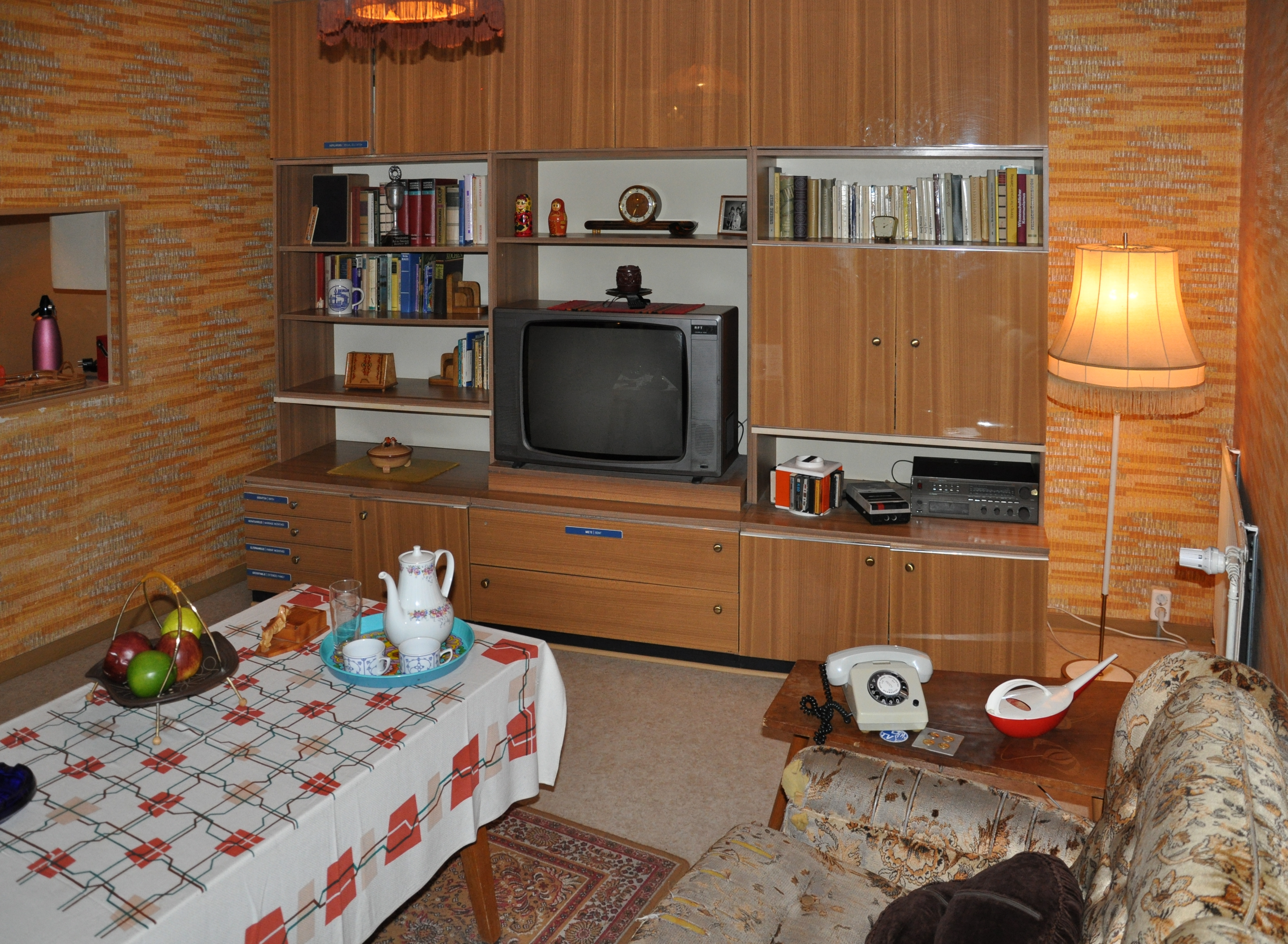
旧東ドイツ博物館での旧東ドイツ時代の住居の再現

- 虐殺されたヨーロッパのユダヤ人のための記念碑
- ナチスに虐殺されたヨーロッパのジプシー及びロマ人のための記念碑（ドイツ語版）
- 焚書を忘れないための記念碑（ドイツ語版）
- ベルリン・カールスホルストのドイツ・ロシア博物館（ドイツ語版）[1]
- ナチス強制労働記録センター（ドイツ語版）
- 反ナチ運動の記念広場（ドイツ語版）
- ケーペニックの血の一週間（ドイツ語版）記念広場
- プレッツェンゼー記念館（ドイツ語版）
- 恐怖政治の見取図（ドイツ語版）

### ベルリン分断時代

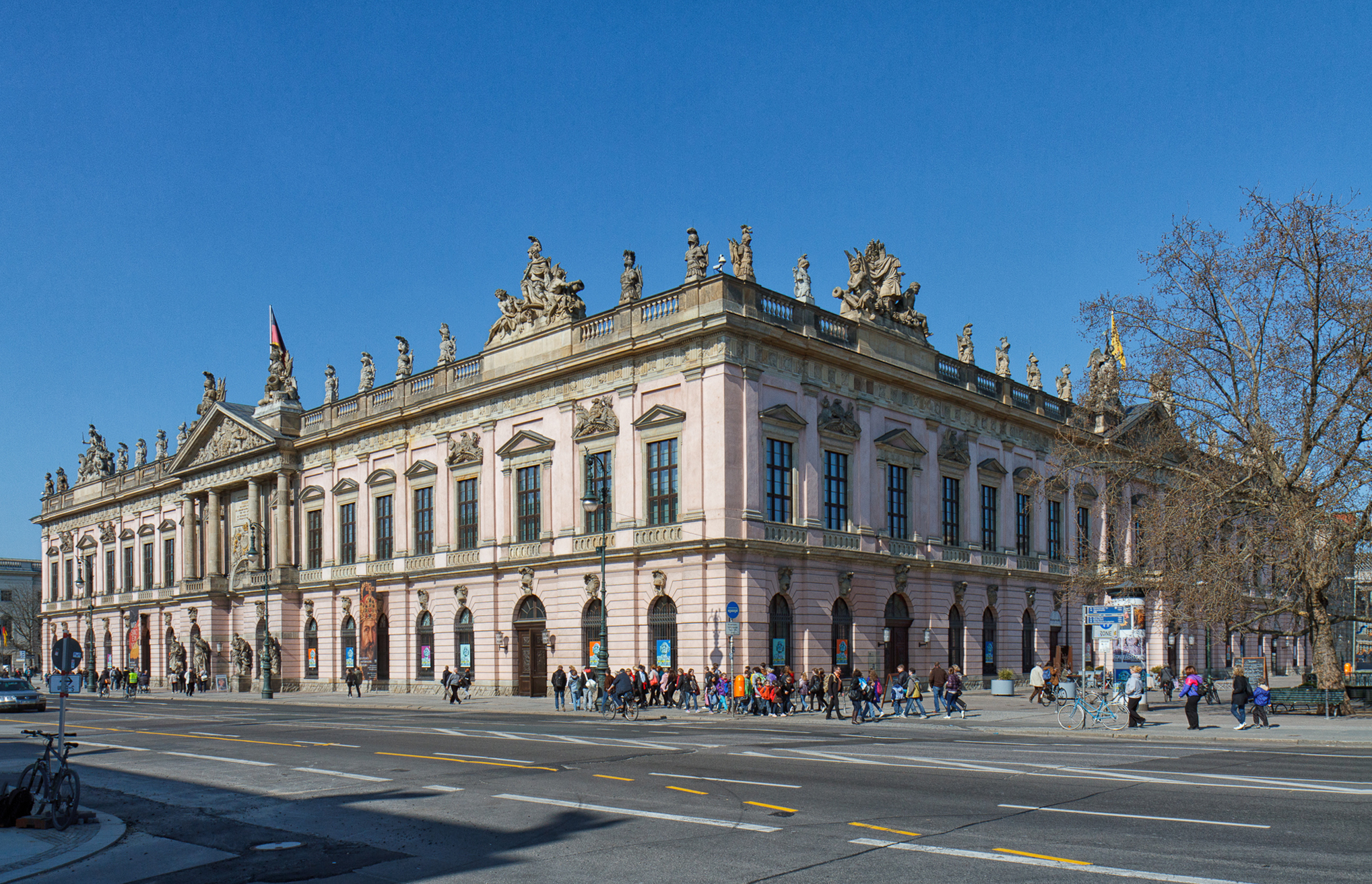
ドイツ歴史博物館の外観

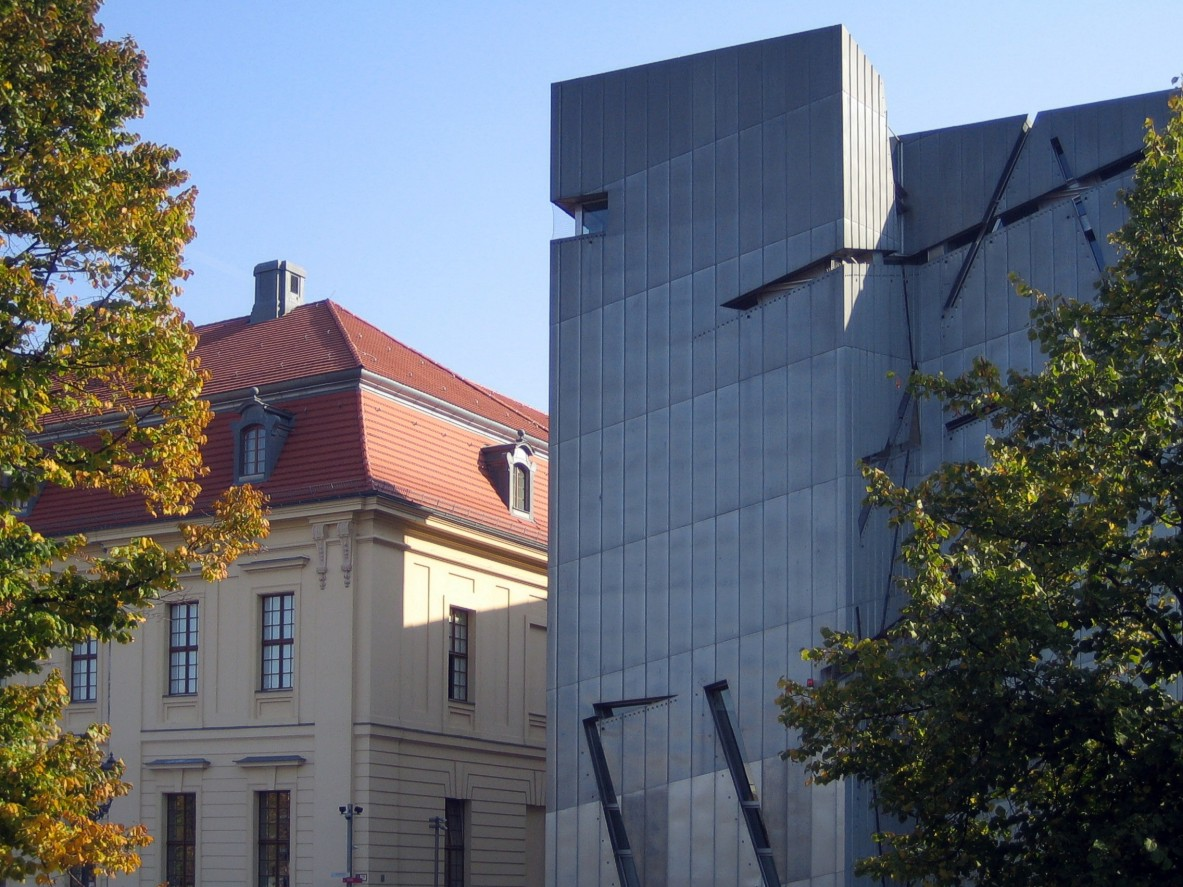
ユダヤ博物館の外観

- 連合国博物館（ドイツ語版）
ドイツ再統一までに英米仏ソの四権力体制の状況と、もちろん当時の三つに分かれた世界体制の展示。
- チェックポイント・チャーリーの壁博物館
東西分割の局面、ベルリンの壁、その建設と崩壊の歴史、一部東ドイツ脱出の状況の展示。その他にも写真や音声、映像を使って、冷戦期におけるベルリンの歴史、1953年の東ベルリン暴動、人権のための非暴力闘争などが展示されている。
- ベルリンの壁記念広場（ドイツ語版）
ベルナウアー通りにある。当時の壁が残してあり、実際の国境警備の様子が再現されている。
- 旧東ドイツ博物館（ドイツ語版）
旧東ドイツの日常の展示。場所はベルリン大聖堂の向かい側に位置する。
- 通称シュタージ博物館（ドイツ語版）
リヒテンベルクの旧東ドイツ国家保安省（シュタージ）があった場所に、その歴史を残すノルマンネン通り研究・記念館（ドイツ語版）が作られている。
- ベルリン・ホーエンシェーンハウゼン記念館（ドイツ語版）
シュタージの拘置所の展示。

### その他
- ドイツ歴史博物館（ドイツ語版）
かつて兵器庫だった場所に作られた博物館。オリジナルの展示品を見ながら、ドイツの歴史を広い範囲で概観することができる。
- ユダヤ博物館
1999年にクロイツベルクに開館。2001年9月以降、ユダヤとドイツの歴史の2000年間を常設展示している。建物の基本的な輪郭は、ダニエル・リベスキンドが構想し、引き裂かれたダビデの星を想起させるようになっている。
- ユダヤ文化センター（Centrum Judaicum）
ベルリン中心部オラーニエンブルク通り（ドイツ語版）の新シナゴーグ（ドイツ語版）内にある。ベルリンのユダヤ人の歴史・文化を展示。

### ベルリン地方史博物館

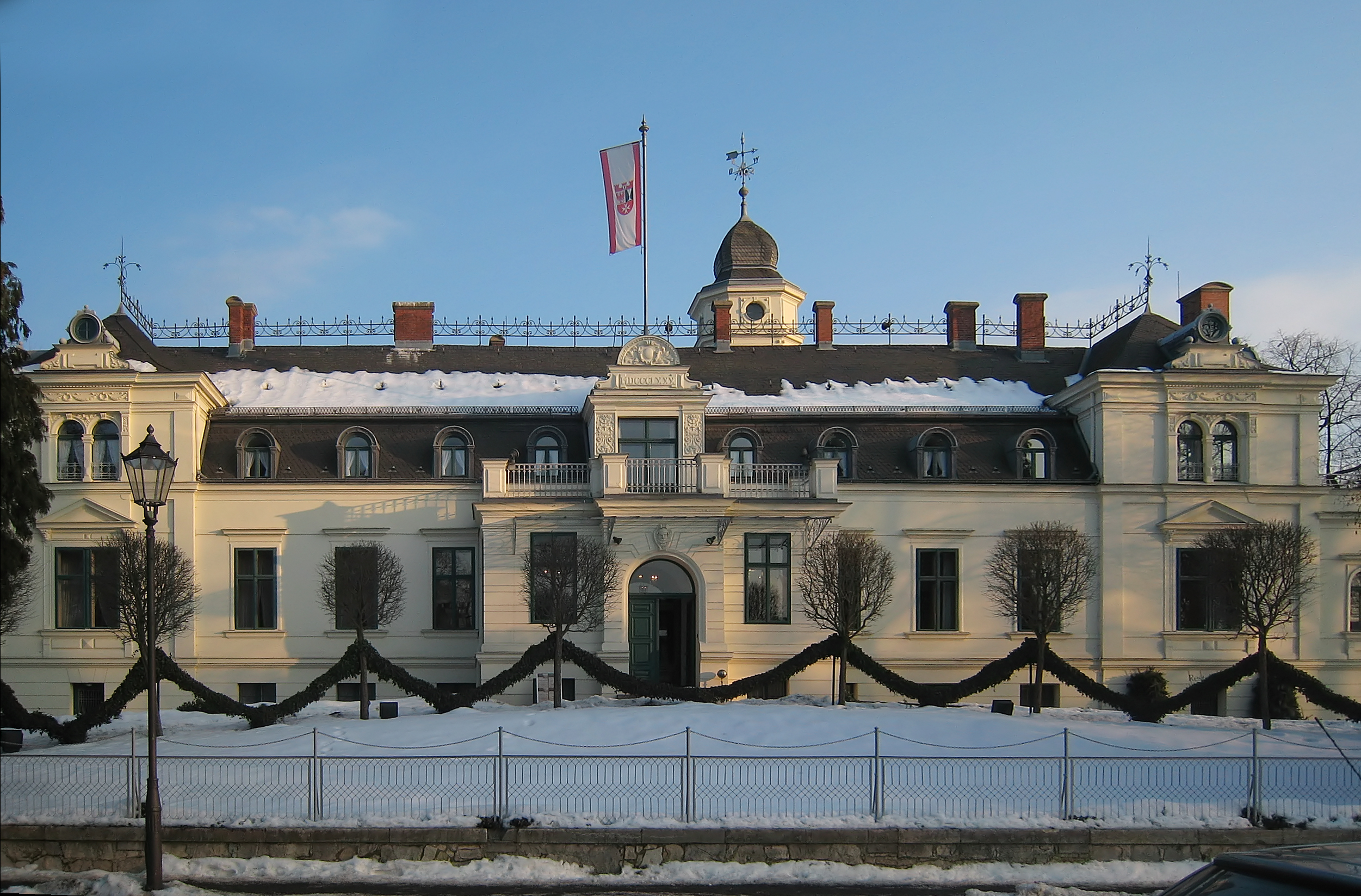
ブリッツ宮殿の外観

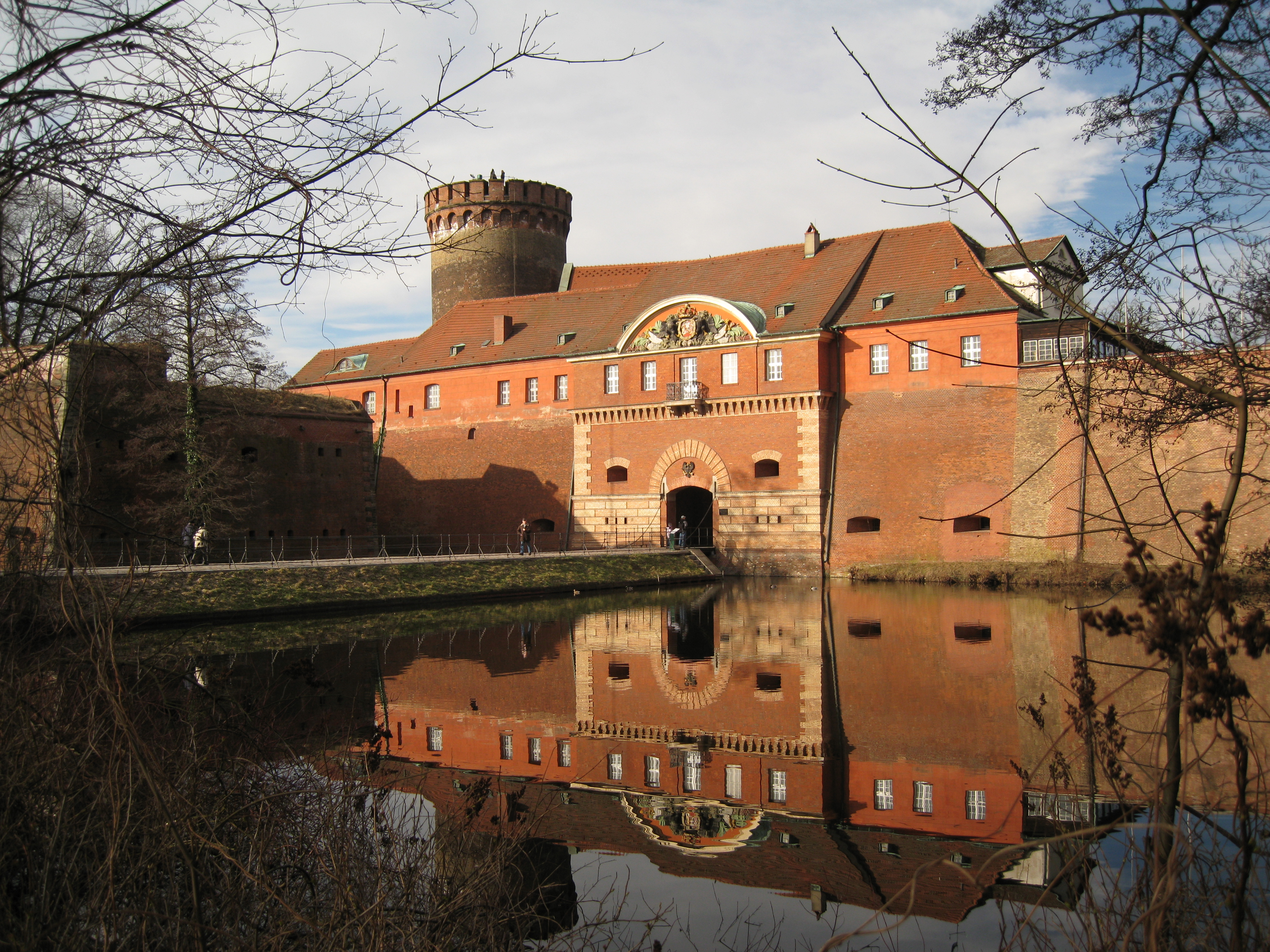
シュパンダウ城塞の城門

#### 宮殿・城塞博物館
- ブリッツ宮殿（ドイツ語版）
普仏戦争直後の「会社設立ブーム時代（ドイツ語版）の住宅文化と歴史的な空間」を見ることができる。
- グルーネヴァルト狩猟宮殿（ドイツ語版）
1542年、グルーネヴァルト湖畔にルネサンス様式で建てられた。ベルリンで最も古いこの宮殿は、1705年～1708年にバロック様式を元にして改築して今日の外観に至っている。大広間は、ベルリンにあるルネサンス様式で唯一の宮殿広間である。15世紀～19世紀ドイツ・オランダの選り抜きの絵画コレクションが展示されており、なかでも特にルーカス・クラナッハとルーカス・クラナッハ_(子)の絵画が多い。狩猟博物館では、戦利品コレクション、16世紀～18世紀までのホイールロック式小銃・ピストル、ハンティングダガー（ドイツ語版）を見物することができ、当時の銃工職人や金細工師が作った狩猟武器や火器銃器の全体的な展望を知ることができる。
- シュパンダウ城塞（ドイツ語版）

#### 郷土資料館
- 各地区にそれぞれ多数の郷土資料館があるので、ベルリン地域博物館を参照

#### その他
- The Story of Berlin
核シェルターを使った体験型展示
- 会社設立ブーム時代博物館（ドイツ語版）
- ベルリン市立ミュージアム財団（ドイツ語版）
- ベルリン地下社会博物館（ドイツ語版）
- ベルリン歴史博物館

## 芸術・文化

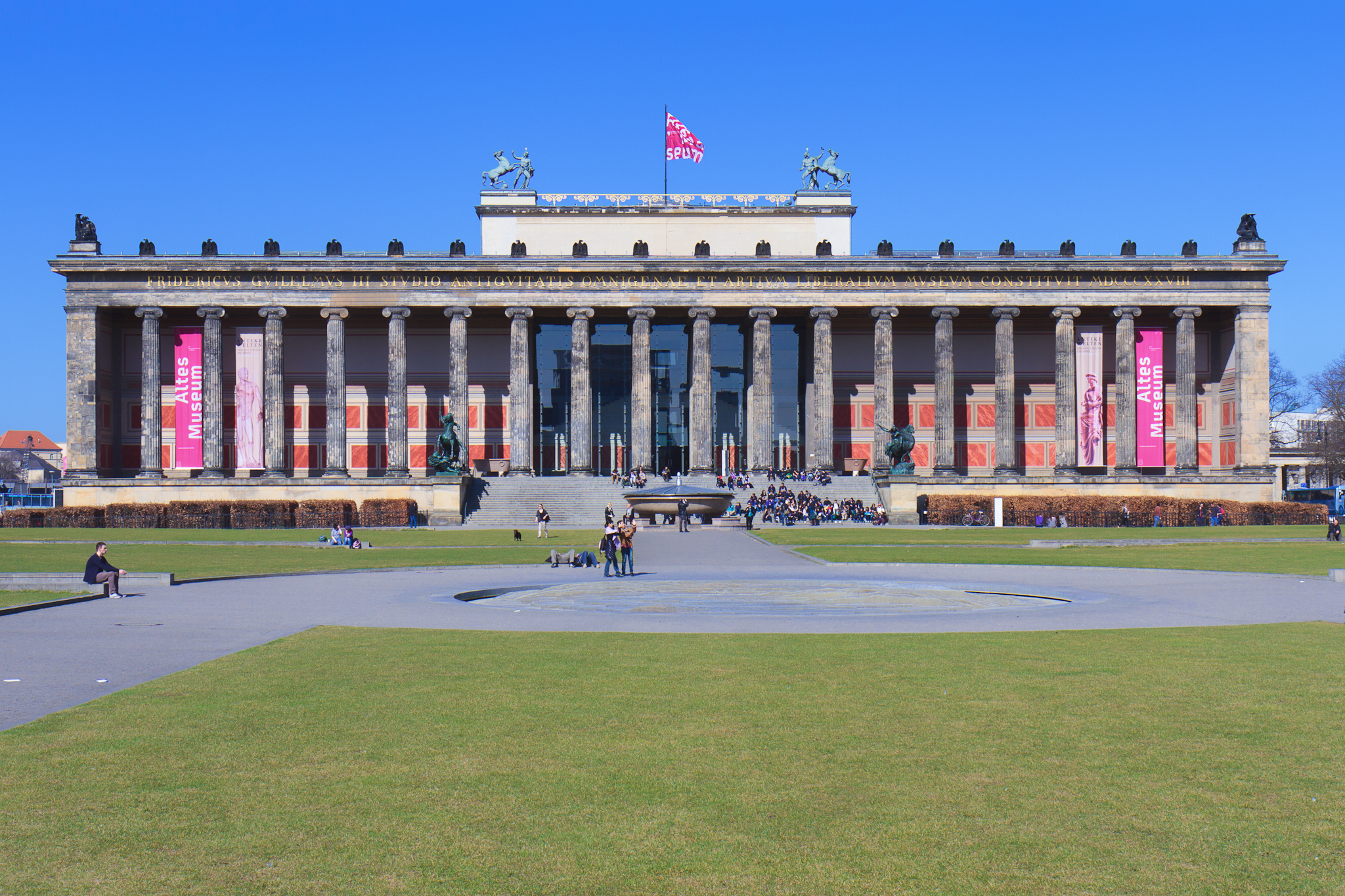
旧博物館の外観

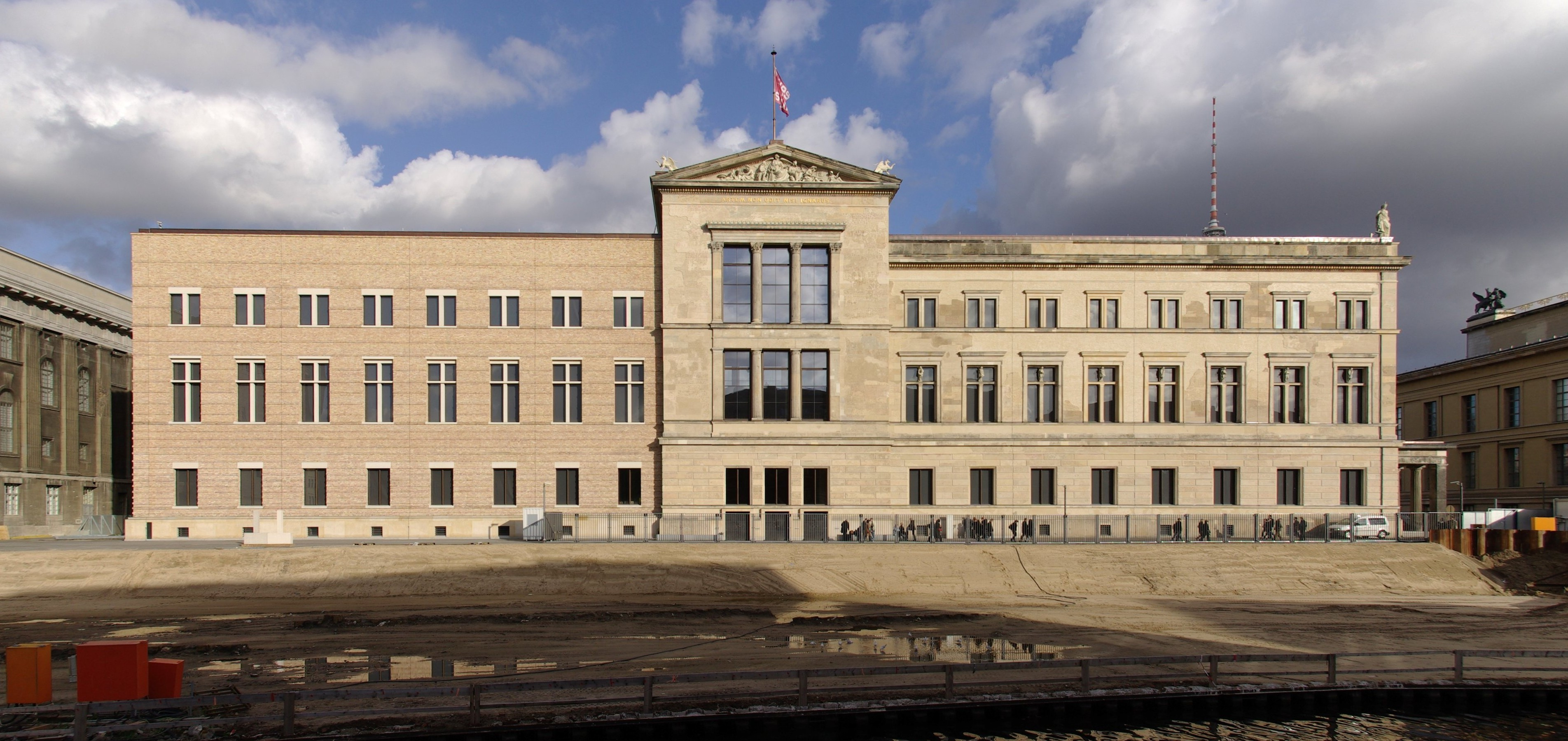
新博物館の外観

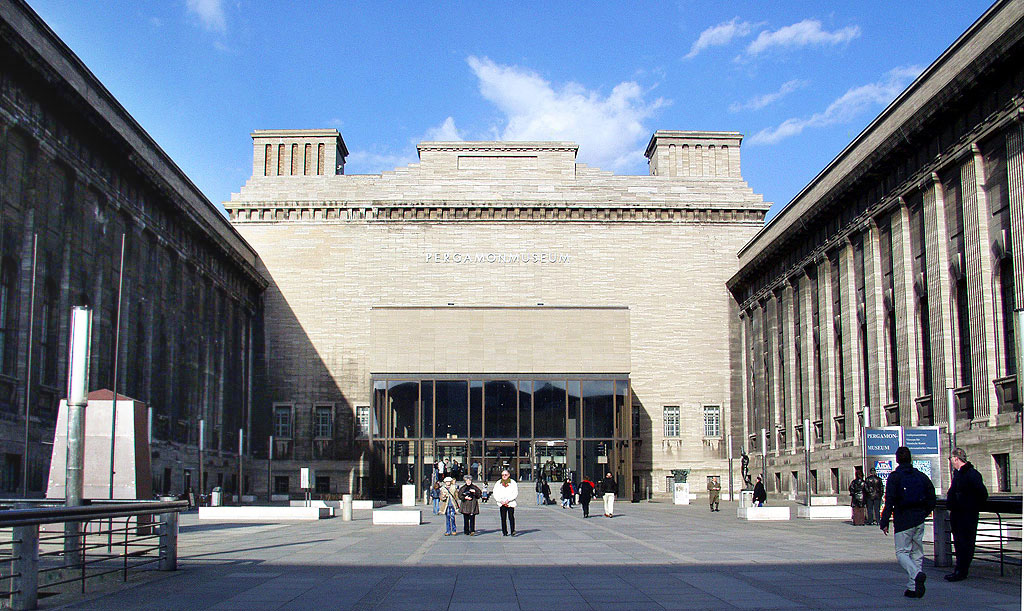
ペルガモン博物館正面

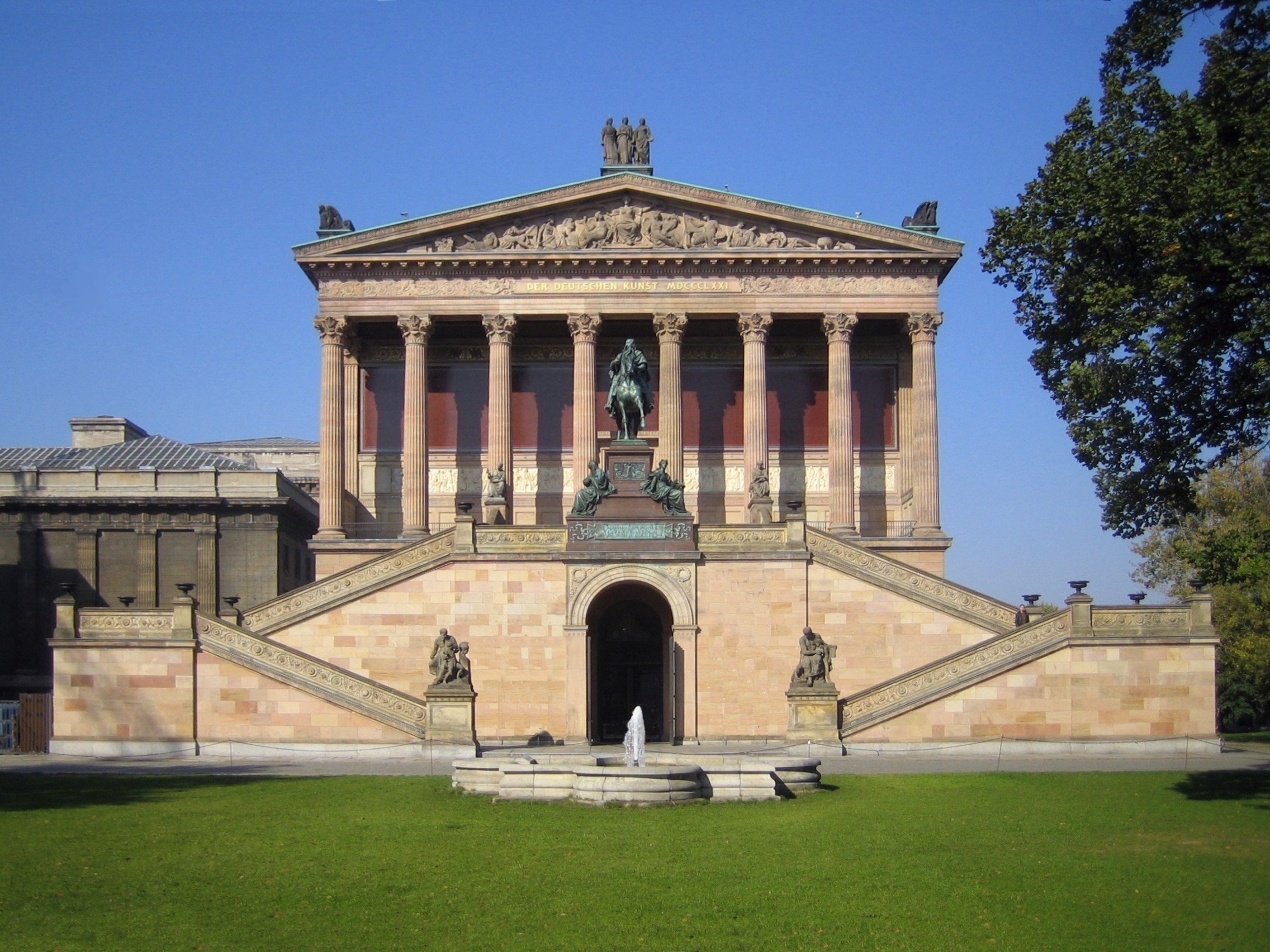
旧国立ギャラリーの外観

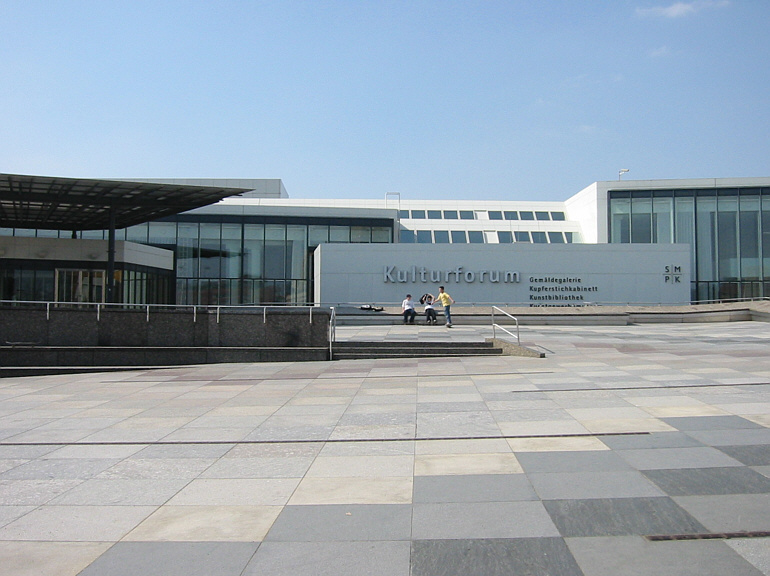
絵画館の外観

シャルロッテンブルク宮殿の外観

### ベルリン国立ミュージアム
プロイセン文化保存財団の傘下で、17のベルリン国立ミュージアム、ベルリン楽器博物館、国立音楽研究所が運営されている。
- ベルリン・ミッテ（ドイツ語版）
  - 博物館島
    - 旧博物館（ベルリン・古典古代コレクション（ドイツ語版））
    - 新博物館（先史・原始時代博物館（ドイツ語版）、エジプト博物館）
    - ボーデ博物館（硬貨コレクション（ドイツ語版）・彫刻コレクションとビザンティン美術館（ドイツ語版））
    - ペルガモン博物館（古典古代コレクション、イスラム美術館（ドイツ語版）、西南アジア博物館（ドイツ語版））
    - 旧国立ギャラリー

  - フリードリヒスヴェルダー教会（ドイツ語版）
- ベルリン・ティーアガルテン（ドイツ語版）
  - ポツダム広場・文化フォーラム（ドイツ語版）
    - 絵画館
1998年に開館。中世から19世紀初頭までの絵画2,700点と、ヨーロッパ芸術史で最も重要なコレクションが展示されている。
    - ベルリン芸術図書館
    - ベルリン工芸美術館（ドイツ語版）
1867年にジャンルとしてドイツに定着し、1985年以降、文化フォーラムの建物内に展示されていた。このコレクションに含まれるのは、中世から現代のヨーロッパの工芸品（とくに奉納品のヴェルフ家の財宝（ドイツ語版）の一部、リューネブルクの銀細工（独: Ratssilber）、イタリアマヨリカ焼きとマイセンの食器）である。
    - ベルリン銅版画ギャラリー（ドイツ語版）
    - 新国立ギャラリー（ドイツ語版）
1968年に開館。建築家ミース・ファン・デル・ローエによって構想された。彼の200点以上の作品が、2004年ニューヨーク近代美術館（MoMA）でも展示された。
    - ベルリン楽器博物館（ドイツ語版）

  - ハンブルク駅現代美術館（ドイツ語版）
現代美術、とくにヨーゼフ・ボイス、アンゼルム・キーファー、ロイ・リキテンスタイン、リチャード・ロング、アンディ・ウォーホル、サイ・トゥオンブリーの展示。ベルリン国立ギャラリー（ドイツ語版）とマルクス・コレクションから構成されている。美術館の裏側にあるリークホールには、フリードリッヒ・クリスチャン・フリック・アートコレクション（ドイツ語版）からの作品が展示されている。常設展だけでなく企画展も開催されている。
- ベルリン・ダーレム（ドイツ語版）（ダーレム・ミュージアムセンター（ドイツ語版））
  - 民俗学博物館（ドイツ語版）及び、ベルリン録音アーカイブ（ドイツ語版）
  - ヨーロッパ文化博物館（ドイツ語版）
  - アジア工芸美術館（ドイツ語版）
- ベルリン・シャルロッテンブルク（ドイツ語版）
  - シャルロッテンブルク宮殿
ベルリン＝ブランデンブルク・プロイセン宮殿・庭園財団（ドイツ語版）が管理。ホーエンツォレルン家の歴史と絵画コレクションも展示されている。オランジェリーでは企画展も開催される。宮殿の庭園には、1788年に建築家カール・ゴットハルト・ラングハンス（ドイツ語版）が立てた茶園シャルロッテンブルク・ベルヴェデーレ（ドイツ語版）があり、そのなかに陶磁器コレクションが展示されている。その他にも庭園には、1824年～1825年にナポリ邸宅として建築された新パビリオン（ドイツ語版）があり、そこでは建築家カルル・フリードリッヒ・シンケルのマスターピースを鑑賞できる（そのためシンケル・パビリオンとも呼ばれている）。
  - ベルクグリューン美術館（ドイツ語版）
アートコレクターハインツ・ベルクグリューン（ドイツ語版）のコレクションを展示。パブロ・ピカソ、パウル・クレー、アンリ・マティスなどのモダニズム芸術のクラシックな作品が中心。
  - シャーフ・ゲルステンベルク・コレクション（ドイツ語版）
主にシュルレアリスムの作品展示。
  - ベルリン写真美術館（ドイツ語版）
ヘルムート・ニュートン財団が運営。
- ベルリン・ケーペニック（ドイツ語版）
  - ケーペニック宮殿（ドイツ語版）
ベルリン国立ミュージアムが運営する2つ目の工芸美術館。主にルネサンス及びロココ様式の作品を展示。

### ベルリン市立ミュージアム
ベルリン市立ミュージアム財団は、ベルリンの文化・歴史を展示する地方ミュージアムとして5つのミュージアムを運営している。
- ベルリン・ニコライ教会（ドイツ語版）
- ベルリン・メルキッシェス美術館（ドイツ語版）
- エーフライム邸（ドイツ語版）
- クノーブラウフ邸（ドイツ語版）
- デュッペル博物館（ドイツ語版）

### 大学博物館・コレクション

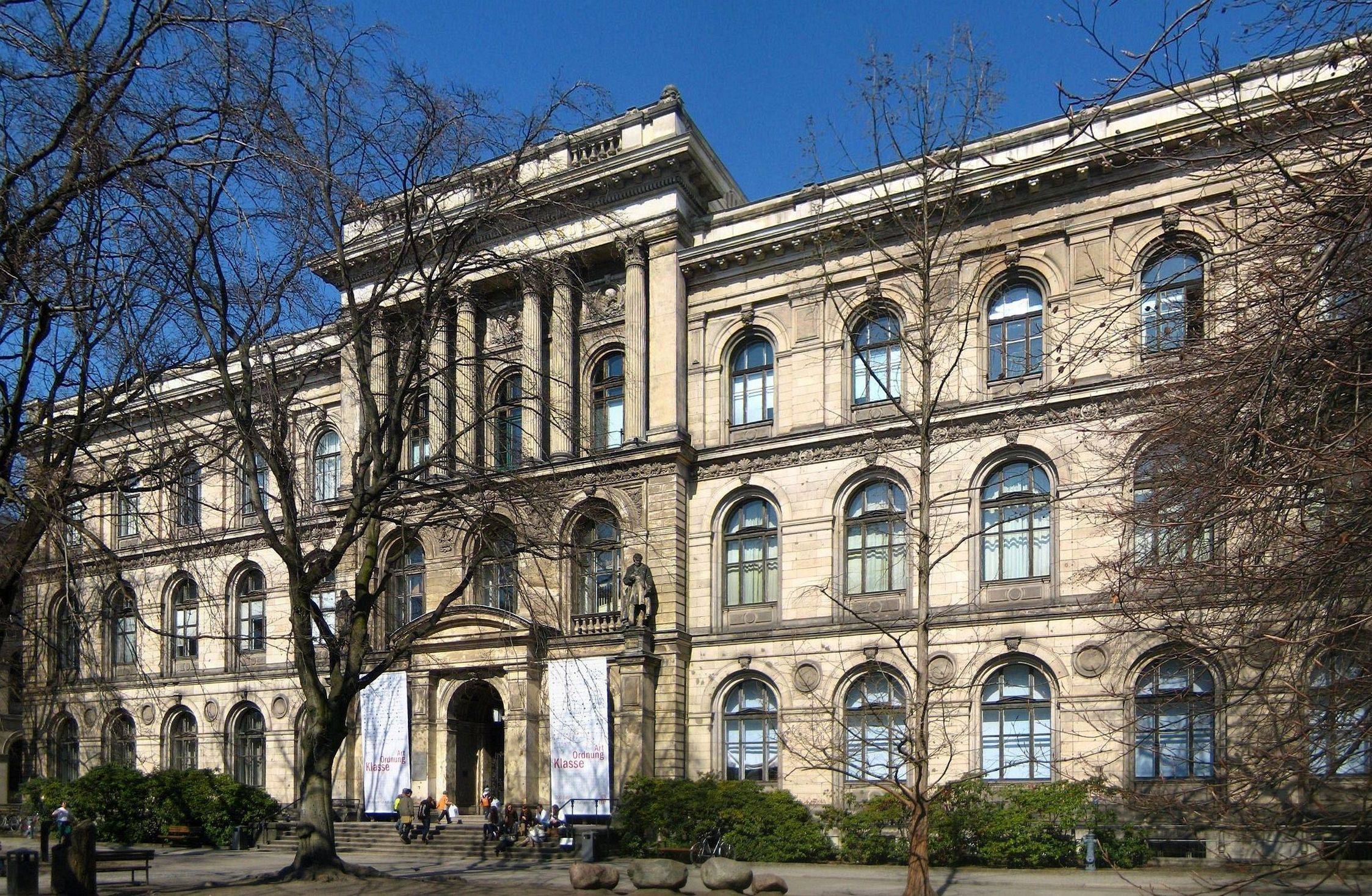
自然博物館の外観

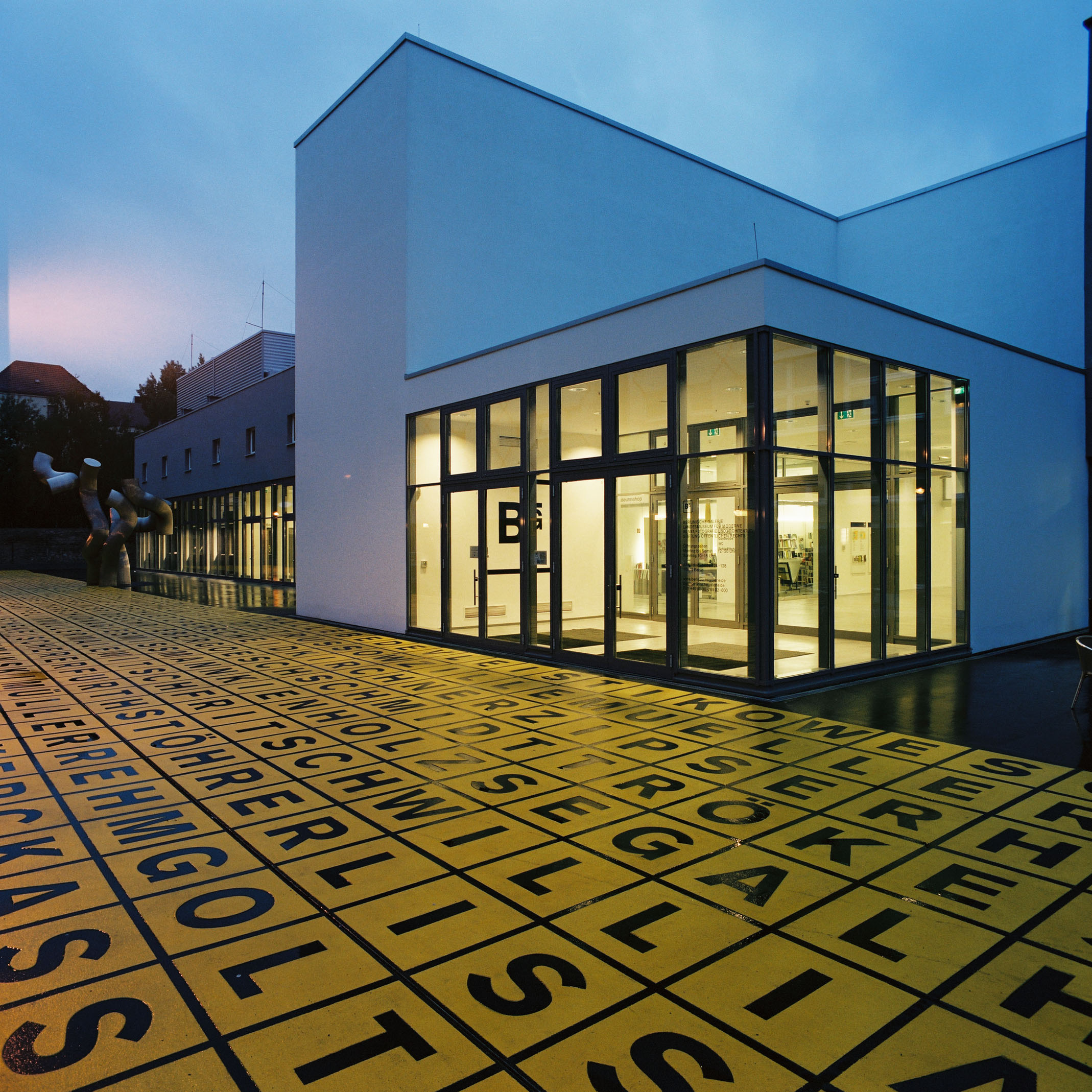
ベルリン・ギャラリーの外観

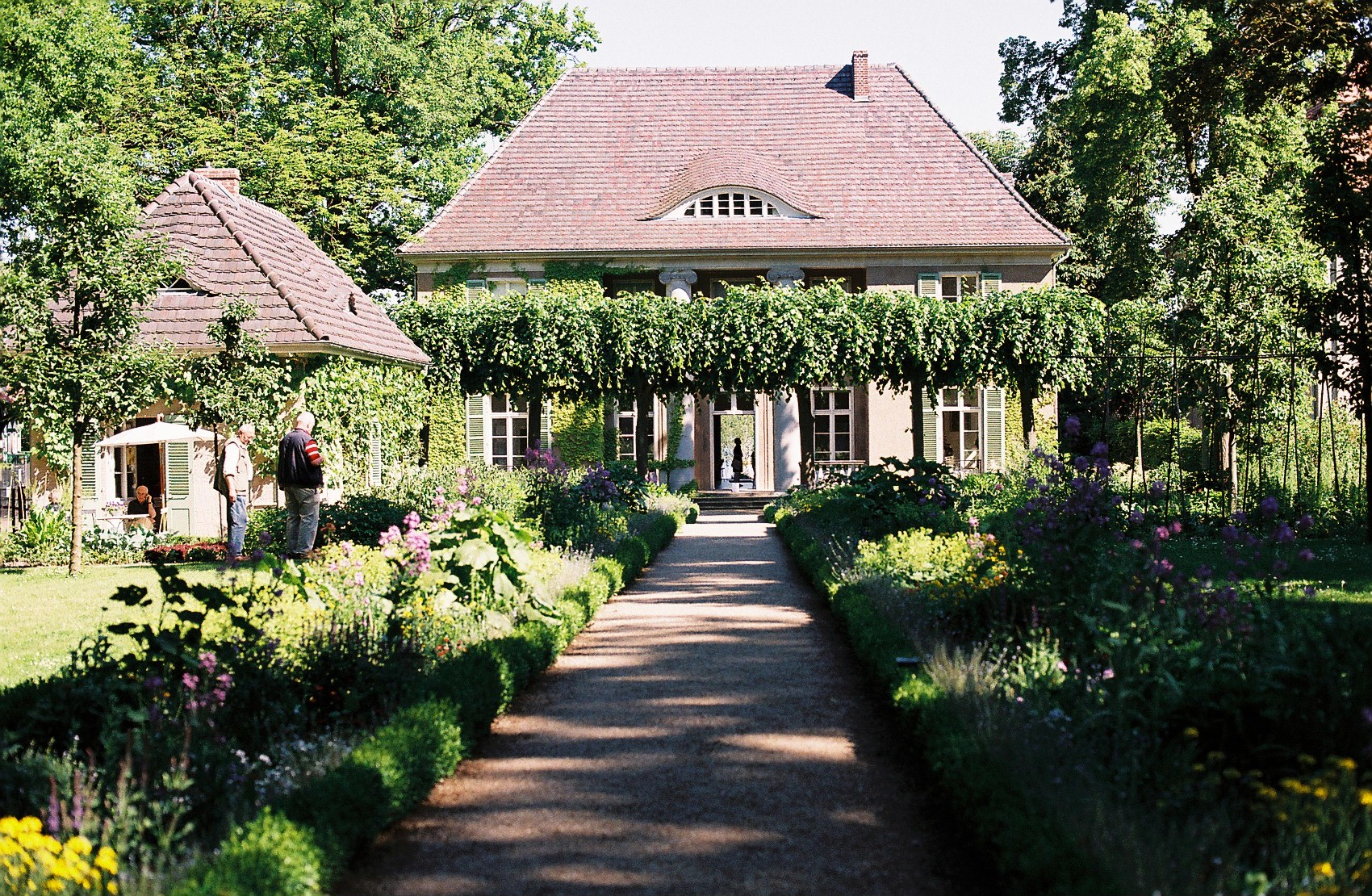
リーバーマン邸の外観

- 自然博物館
フリードリヒ・ヴィルヘルム大学ベルリン（今日のフンボルト大学ベルリン）の動物博物館、古生物学博物館、鉱物学博物館から集められ、約3000万の自然史資料が保管されている。
- 古代彫刻の鋳物博物館
ベルリン自由大学が運営。
- ベルリン医学史博物館（ドイツ語版）
ベルリン自由大学とフンボルト大学ベルリンの共同運営。

### その他芸術コレクション
- ベルリン・ギャラリー（ドイツ語版）
1975年に作られたが、7年間閉館し、2004年にクロイツベルクに新しく開館した。19世紀以降、ベルリンで作られた芸術作品を展示。
- 世界の文化の家（ドイツ語版）
現代芸術（コンテンポラリー・アート）のための展示場およびフォーラム。施設は主に(1)文学、社会、学問、(2)造形芸術、映画、メディア、(3)音楽、ダンス、パフォーマンス・アートの3つに分かれている。
- ブレーハン美術館（ドイツ語版）
アール・ヌーヴォー、アール・デコ、機能主義の作品を中心に展示。
- ブリュッケ美術館（ドイツ語版）
エーリヒ・ヘッケル（ドイツ語版）、エルンスト・ルートヴィヒ・キルヒナー、オットー・ミュラー、カール・シュミット＝ロットルフなどの画家が属していた表現主義グループ「ブリュッケ」の作品が展示されている。
- ダリ・ポツダム広場の展覧会
- スタイル美術館
- ドイツ・グッケンハイム財団ホール（ドイツ語版）
- ゲオルク・コルベ美術館（ドイツ語版）
- ハインリヒ・ツィレ美術館
- リーバーマン邸（ドイツ語版）
画家マックス・リーバーマンの避暑地であった場所で、庭園絵画、パステル、表現主義の版画が展示されている。1階では邸宅とリーバーマンの家族の歴史も展示されている。
- ケーテ・コルヴィッツ美術館（ドイツ語版）

## その他の博物館・美術館

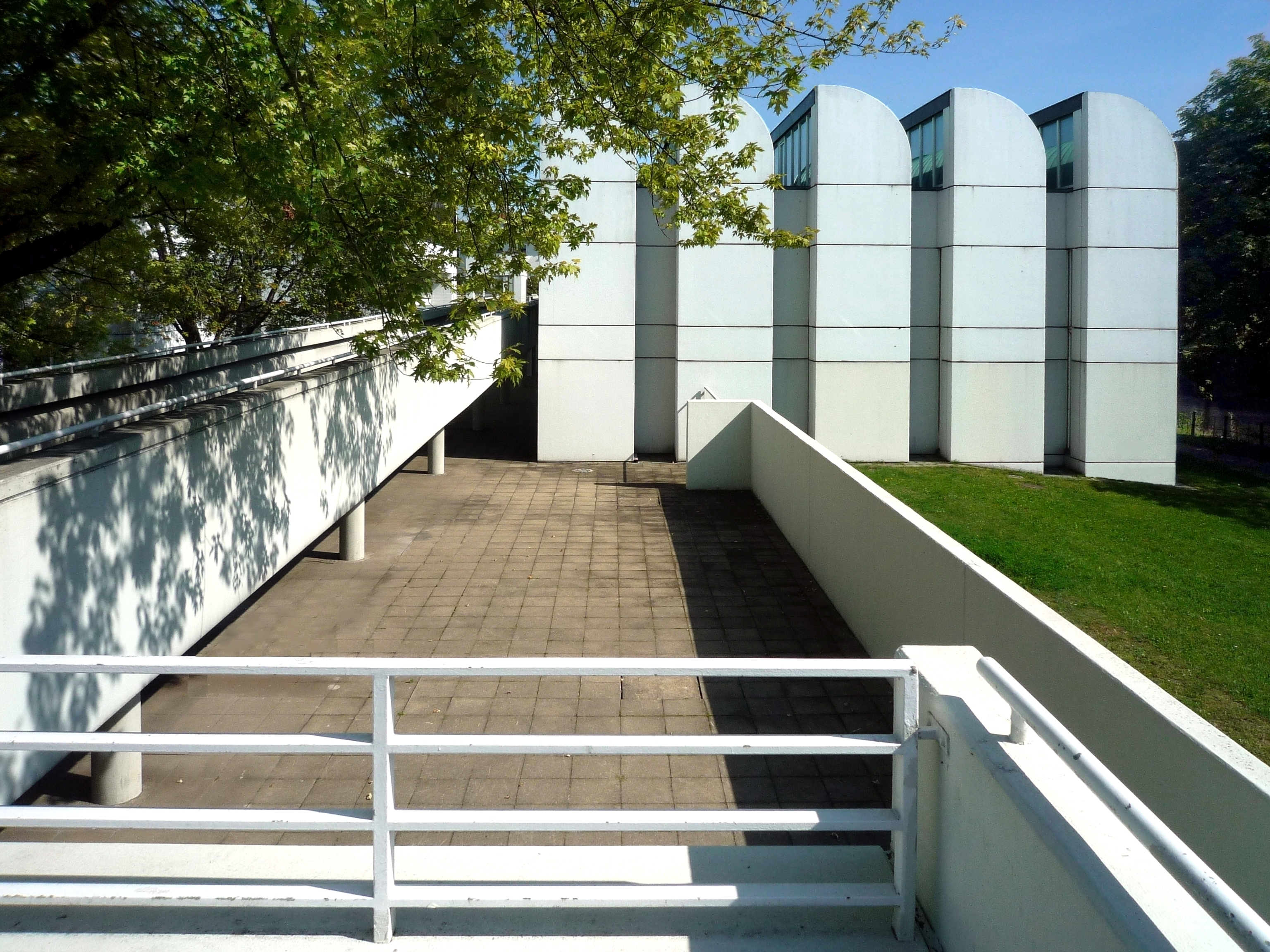
バウハウス・アーカイブ

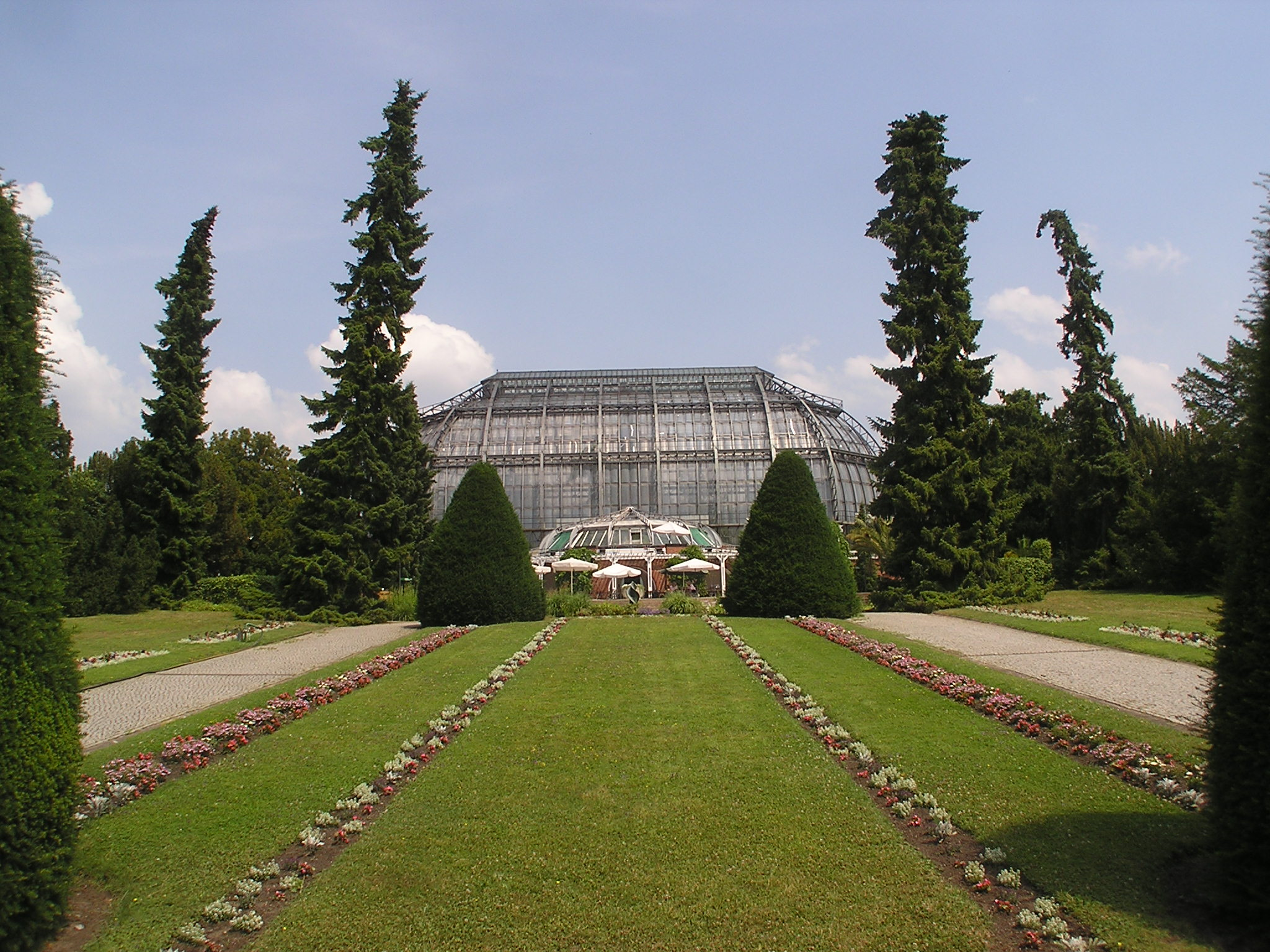
植物庭園と植物学博物館

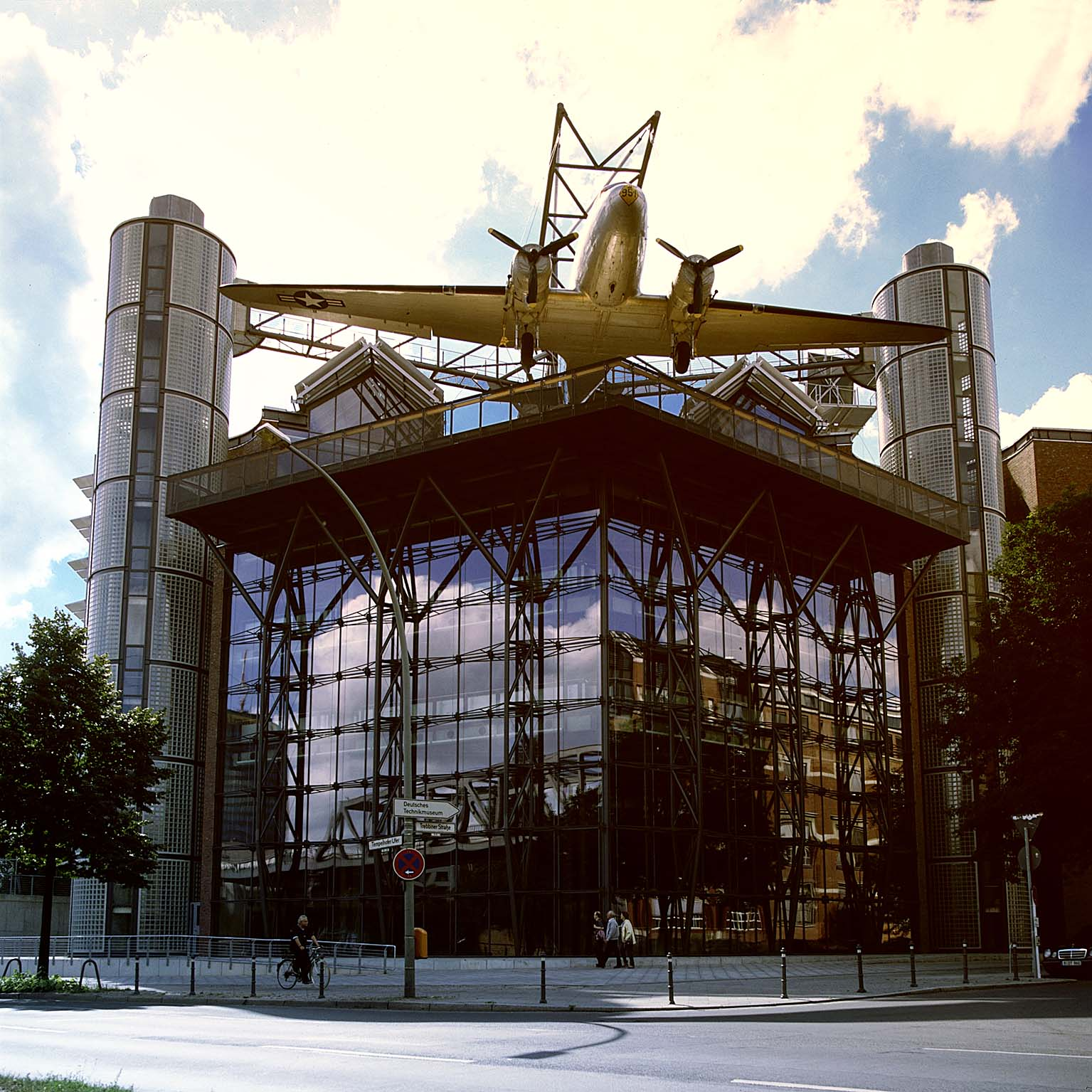
ドイツ技術博物館ベルリン

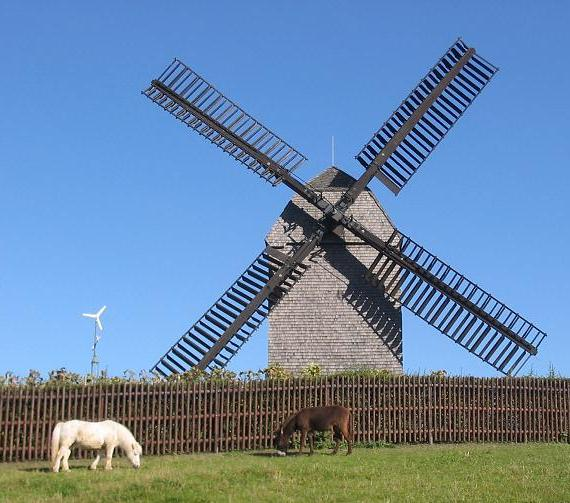
マルツァーン風車

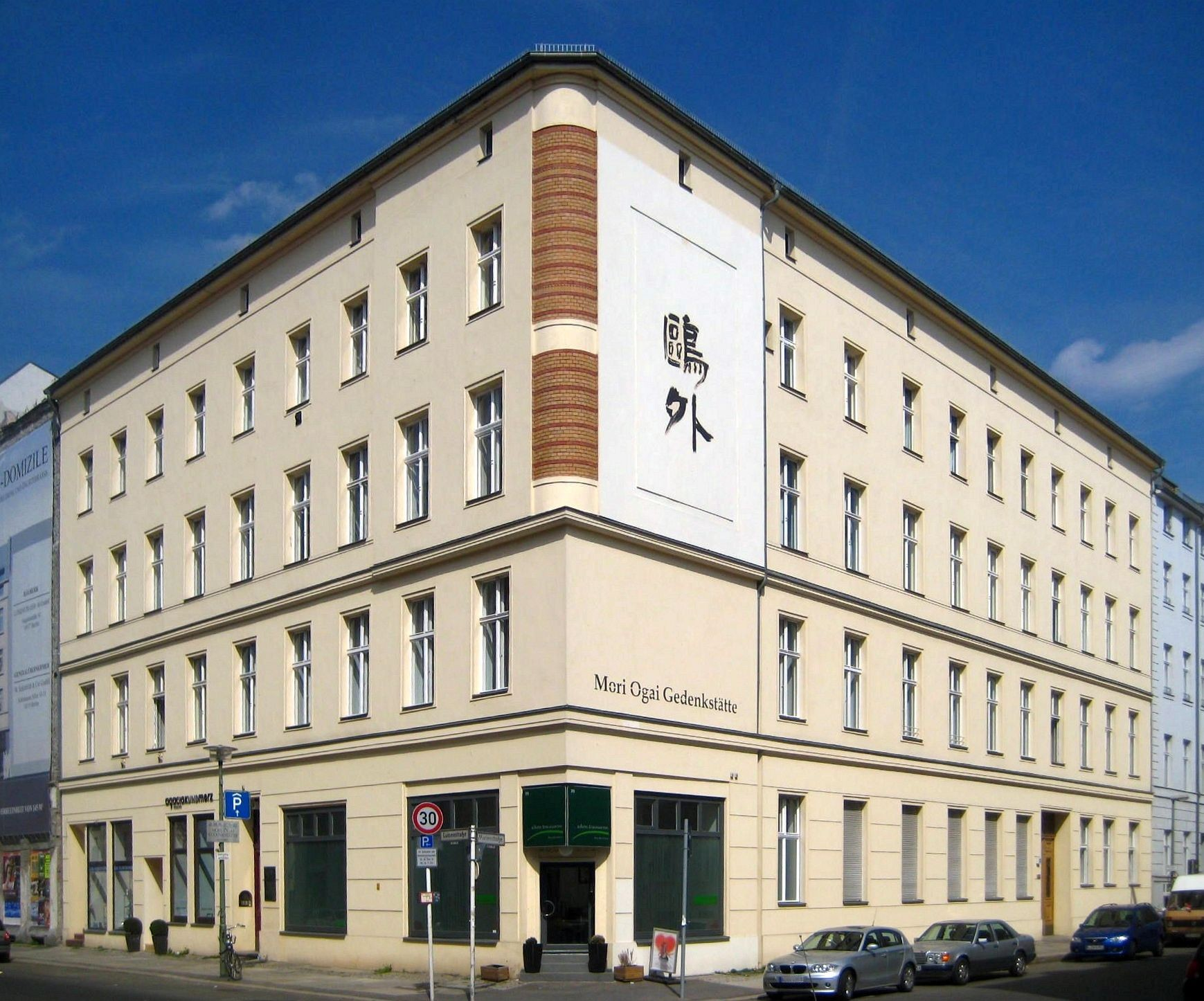
森鴎外記念館

フランス大聖堂

### 建築
- バウハウス・アーカイブ（ドイツ語版）
この美術館は、ヴァルター・グロピウスが設計した建物のなかにある。展示の中心は、1919年～1933年までのヴァイマールとデッサウのバウハウスの学校と芸術家たちの歴史、またアメリカでのバウハウス後継者たちの歴史である。
- ミース・ファン・デル・ローエの家（ドイツ語版）
- ベルリン工科大学建築美術館（ドイツ語版）

### 植物学
- 植物庭園と植物学博物館（ベルリン自由大学）
- 麻博物館（ドイツ語版）
ドイツで麻という植物についての内容豊富な情報を提供している博物館は、現状ではここだけである。特に若者たちに人気である。
- グリーニケ宮殿（ドイツ語版）内の王宮庭園博物館

### 工芸・工業
- ドイツ技術博物館ベルリン（ドイツ語版）
- アスカニア（ドイツ語版）
Roennebergstraße 3aにある。時計工房。アスカニア製品の精密機器の展示。
- マルツァーン風車（ドイツ語版）
- フリードリヒスハーゲン・ビール醸造博物館
- ブリッツ風車（ドイツ語版）
- ベルリン陶磁器美術館（ドイツ語版）
- ベルリン砂糖博物館（ドイツ語版）
- ケーペニック宮殿（ドイツ語版）

### 文学記念館
- ブレヒト・ヴァイゲル記念館（ドイツ語版）
ベルトルト・ブレヒトの生誕80周年である1978年2月10日に開館。現在はベルリン芸術アカデミーが運営。場所は、ブレヒトが1953年10月～1956年8月14日まで過ごしたショセー通り（ドイツ語版）125の建物内にある。住居は当時のまま保存されている。
- アンナ・ゼーガース記念館
- 森鴎外記念館

### マスメディア
- ドイツラジオ博物館（ドイツ語版）
- ベルリン映画博物館（ドイツ語版）
- 国際新聞博物館（ドイツ語版）

### 宗教史
- フランス大聖堂（ドイツ語版）のユグノー博物館

### 技術
- 東ドイツオートバイ博物館（ドイツ語版）
- ベルリンエネルギー博物館（ドイツ語版）
- ベルリンSバーン博物館
- ドイツ技術博物館
- ベルリンUバーン博物館（ドイツ語版）
- ベルリン消防博物館（ドイツ語版）
- ベルリン港の歴史（ドイツ語版）
- 空軍博物館（ドイツ語版）
- ベルリン通信博物館（ドイツ語版）
- フリードリヒスハーゲン水道博物館（ドイツ語版）

### その他
- 反戦博物館（ドイツ語版）
- ベアテ・ウーゼのエロティック・ミュージアム（ドイツ語版）
- C/Oベルリン（ドイツ語版）
- ドイツ・カリーヴルスト博物館（ドイツ語版）
- ベルリン・オットー・ヴァイト盲人作業所博物館
- 前代未聞の美術館
- 人形劇博物館
- ベルリン・ラモーンズ博物館（ドイツ語版）
- ベルリン赤十字博物館（ドイツ語版）
- 同性愛博物館（ドイツ語版）